# 佐賀県道52号山本波多津線
佐賀県道52号山本波多津線（さがけんどう52ごう やまもとはたつせん）は、佐賀県唐津市から伊万里市に至る県道（主要地方道）である。

## 概要
唐津市山本から伊万里市波多津町波多津に至る。

### 路線データ
- 起点：佐賀県唐津市山本（山本跨線橋交差点、国道203号交点）
- 終点：佐賀県伊万里市波多津町波多津（佐賀県道32号伊万里畑川内厳木線交点）

## 歴史
- 1993年（平成5年）5月11日 - 建設省から、県道徳須恵山本停車場線および県道新田徳須恵線が山本波多津線として主要地方道に指定される[1]。

## 路線状況

### 重複区間
- 国道202号（唐津市北波多徳須恵・徳須恵上交差点 - 唐津市北波多行合野・行合野交差点）

### 道路施設

#### 橋梁
- 新鹿の日橋（坊中川、唐津市）
- 坊中橋（坊中川、唐津市）
- 上徳須恵橋（徳須恵川、唐津市）

## 地理

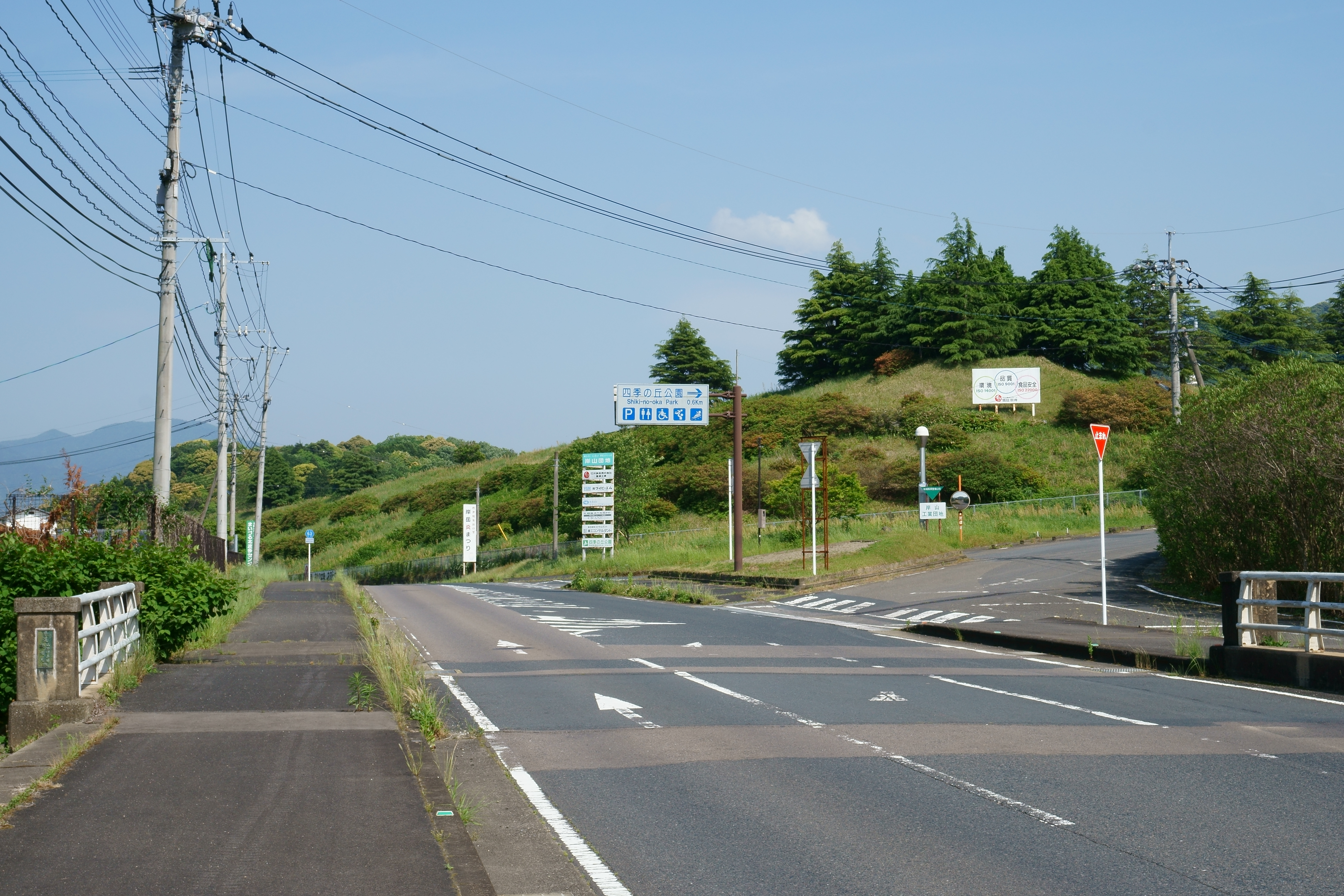
唐津市北波多稗田 四季の丘公園入口より、山本方面

### 通過する自治体
- 唐津市
- 伊万里市

### 交差する道路
| 交差する道路                                    | 市町村名 | 交差する場所   | 交差する場所            |
| ----------------------------------------------- | -------- | -------------- | ----------------------- |
| 国道203号                                       | 唐津市   | 山本           | 山本跨線橋交差点 / 起点 |
| 国道202号 重複区間起点 佐賀県道50号唐津北波多線 | 唐津市   | 北波多徳須恵   | 徳須恵上交差点          |
| 国道202号 重複区間終点                          | 唐津市   | 北波多行合野   | 行合野交差点            |
| 佐賀県道32号伊万里畑川内厳木線                  | 伊万里市 | 波多津町波多津 | 終点                    |

### 沿線
- 四季の丘公園